# Síndrome hemoliticourèmica
La síndrome hemoliticourèmica (SHU), de vegades anomenada malaltia de l'hamburguesa, és una malaltia rara i greu que afecta principalment infants menors de 3 anys i ancians. Presenta un quadre clínic amb anèmia hemolítica microangiopàtica (amb fragmentació d'eritròcits), trombocitopènia greu (disminució de la taxa de trombòcits en sang i del recompte de plaquetes per la formació de trombes) i insuficiència renal aguda (amb origen vascular, com a conseqüència dels trombes formats, i una elevació anormal de la taxa de creatina). És la causa principal d'insuficència renal en nens. Altres pacients poden presentar altres símptomes com una insuficiència renal crònica, proteïnúria (presència de proteïnes en l'orina) i hipertensió arterial.
Les principals cèl·lules afectades són les de l'endoteli vascular. El dany provoca una activació de les plaquetes, afavorint la seva agrupació per formar trombes. Aquests trombes formats, obstrueixen el lumen vascular, causant isquèmia tissular (reducció del flux sanguini). En travessar aquests trombes, els hematies es fragmentaran formant esquistòcits, donant lloc a l’anèmia hemolítica.
La Síndrome Hemolíticourèmica associada a la Toxina Shiga (en anglés Shiga-Toxin producing E. coli-Hemolytic Uremic Syndrome [STEC-HUS]) és la més comuna, sol estar acompanyada per diarrea, sovint hemorràgica, i és causada per la infecció per Escherichia coli. Els casos no provocats per E. coli s’anomenen SHU atípica, i poden estar causats per diversos factors com ara alteracions genètiques en proteïnes que participen en la via alternativa del complement, fàrmacs, tumors, malalties autoimmunes, entre altres possibles causes.

## Història del descobriment
El 1924 el doctor estatunidenc Alexis Victor Moschowitz va estudiar el cas d'una adolescent de 16 anys que presentava una malaltia amb manifestacions clíniques com anèmia hemolítica microangiopàtica (MAHA, de l'anglès microangiopathic hemolytic anemia), hemiparèsia, febre i patèquia. Moschowitz va realitzar un examen postmortem on es van revelar múltiples trombosis plaquetàries. Aquesta malaltia no s'havia descrit anteriorment.
L'any 1927, Albert Adam va informar per primer cop d'una epidèmia en nadons caracteritzada per la manifestació clínica de diarrea amb sang, causada per un tipus especial d'E. coli, ja que presentava particularitats fermentatives com la incapacitat de fermentar el sorbitol respecte altres soques conegudes en el moment.
El 1936, Baehr i companyia van informar de 4 casos similars. 11 anys més tard, el novembre del 1947,  l'hematòleg estatunidenc Karl Singer va proposar el terme púrpura trombocitopènica trombòtica (TTP, thrombotic thrombocytopenic purpura) per desciure aquest trastorn poc caracteritzat. El mateix any, es va trobar la soca O111:B4 d'E. coli a les femtes de més del 90% de nadons que patien d'una diarrea epidèmica, a partir de les quals es va aïllar un agent filtrable que causava també diarrea en vedells i resultava fins i tot mortal per als ratolins als que se'ls havia injectat.

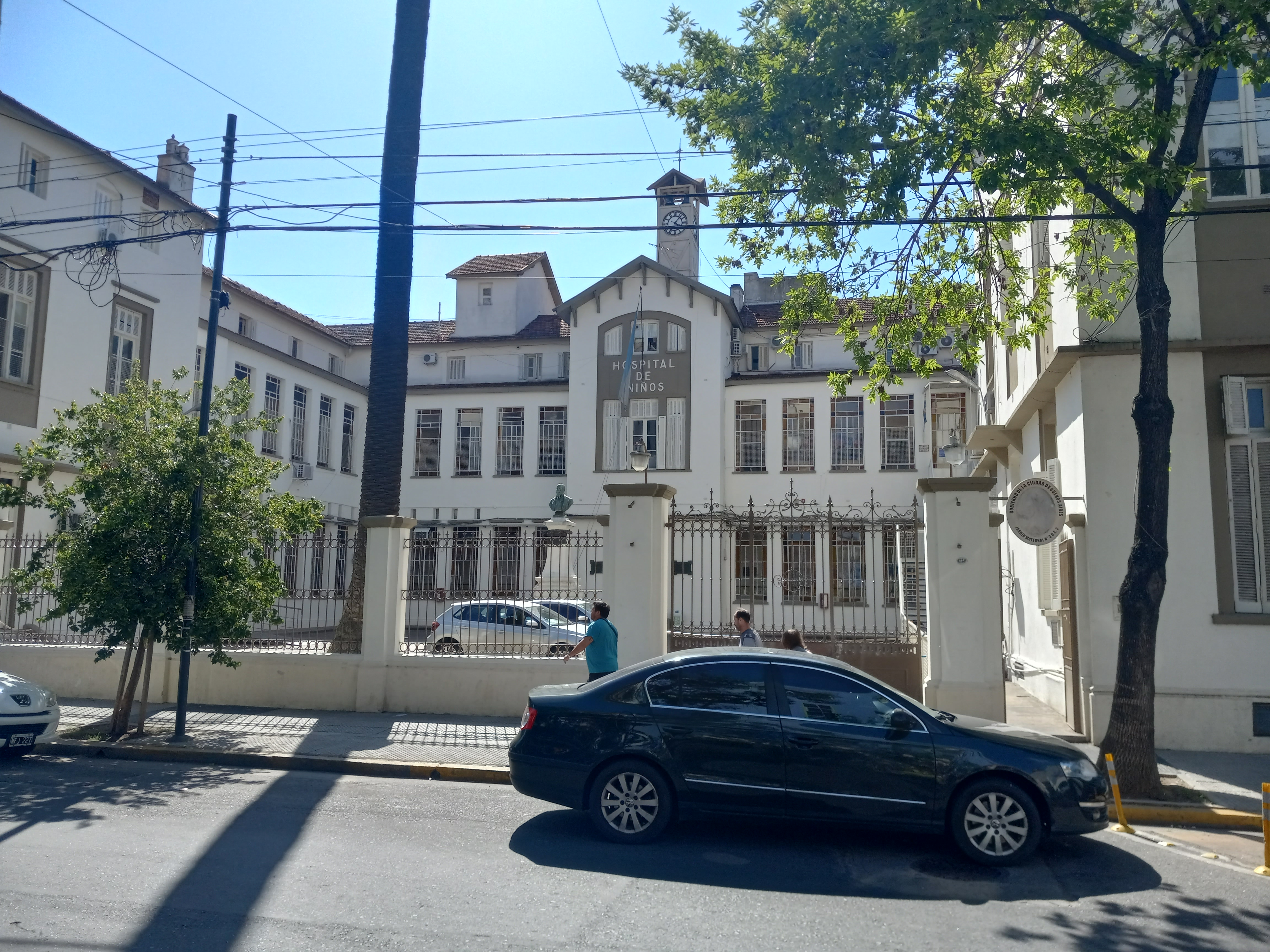
Hospital de Nens Dr. Ricardo Gutiérrez de Buenos Aires, inaugurat el 30 d'abril de 1875.

Poc després, cap als inicis de la dècada dels 50, l'investigador argentí Carlos Arturo Gianantonio i dos estudiants de medicina que treballaven amb ell a l'Hospital de Nens Dr. Ricardo Gutiérrez de Buenos Aires van observar com tres infants patien de diarrees sanguinolentes, edemes i convulsions. En dos d'aquests pacients es va diagnosticar encefalitis, i van morir al cap de poc temps. En el tercer pacient es van avaluar els nivells d'urea en mostres d'orina i es va veure que eren elevats, fet que va fer aixecar la sospita entre el Dr. Gianantonio i els seus col·legues pediatres que potser es tractava d'una malaltia renal. A partir d'aquest moment, Gianantonio es va concentrar en la població infantil i va començar a documentar els símptomes d'aquesta suposada síndrome des del 1957 fins al 1968, reunint dades de fins a 76 casos. Aquest quadre clínic d'anèmia hemolítica, trombocitopènia i insuficiència renal aguda va ser descrit per primera vegada el 1955 en un informe clínic el·laborat pel pediatre i hematòleg suís Conrad Gasser, fonamentant-se en aquests símptomes presentats per una mostra petita de 5 infants, els quals van acabar morint per necrosi cortical renal.
Així doncs, en aquest període d'investigació, el 1964 Gianantonio va descriure els primers casos del que es va anomenar Síndrome Hemoliticourèmica o urèmica hemolítica (SHU o SUH, respectivament), també coneguda com a Síndrome de Gasser en honor al metge suís. El 1966 Gianantonio i 2 socis més van presentar un article científic sobre la SHU al III Congrés Internacional de Nefrologia celebrat a la ciutat de Washington DC, on demostrava que aquesta síndrome és un trastorn de l'aparell circulatori i no pas una malaltia únicament dels ronyons, tal com es pensava inicialment. El 1968 va publicar al Journal of Pediatrics aquests primers treballs realitzats conjuntament amb els seus socis.
Una dècada després, el maig del 1977, Konowalciuck, Speirs i Stavric van aïllar E. coli de pacients amb diarrea i van observar que produïa una toxina semblant a la de Shigella dysenteriae tipus 1 que afectava el llinatge cel·lular Vero (provinent de cèl·lules epitelials de ronyó de mico verd africà, Chlorocebus spp.). A aquesta toxina se li va començar a referir com Shiga-like toxin (SLT o Stx) o verotoxina. Un any després, Koster i companyia van suggerir que una toxina circulant era la causa de l'hemòlisi, de la colitis i de la insuficiència renal típiques de la síndrome.

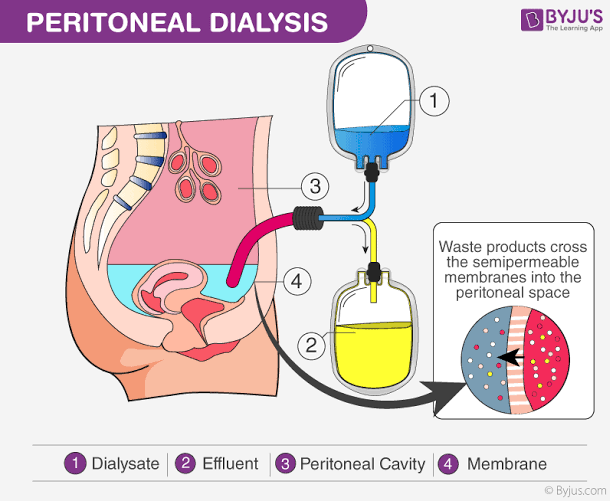
Diàlisi peritoneal.

El 1982, el doctor Gianantonio, observant com a l'Argentina la incidència de la síndrome era molt més elevada i com es presentava endèmicament (en contraposició a molts altres països on tan sols hi havia brots epidèmics esporàdics), va recopilar dades de fins a 16 centres especialitzats en Nefrologia. Les estadístiques dels estudis dels casos indicaven com la introducció de la diàlisi peritoneal havia resultat en una disminució progressiva de la mortalitat, tot i que la incidència seguia mantenint-se en nivells alts, i fins i tot continuava augmentant.
Un any més tard, el març del 1983, Riley i companyia van presentar els resultats d'una investigació i estudi de dos brots d'una malaltia gastrointestinal inusual (amb rampes abdominals associades a diarrea aquosa seguida per diarrees sanguinolentes i absència de febre) que va afectar almenys 47 persones a Oregon i Michigan des del febrer-maig fins al juny del 1982. En l'article van demostrar que hi havia una forta correlació entre la colitis hemorràgica i la ingestió de menjar a restaurants d'aquests dos estats dels EEUU que pertanyien a la mateixa cadena de menjar ràpid. Aparentment, en l'aliment hi havia un serotip rar d'E. coli, l'O157:H7, considerat el causant de la manifestació clínica tenint en compte que es va recuperar de les femtes dels afectats però de cap dels controls sans que es van realitzar. Paral·lelament, durant el mateix període, els investigadors anglesos Mohamed A. Karmali, Martin Petric, Brian T. Steele i Corazón Lim van identificar E. coli productor de la toxina Shiga (referit com STEC, de Shiga Toxin-producing Escherichia coli) en aïllats de femta de 8 pacients, d'un total de 15 casos esporàdics de SHU. D'aquests 8 pacients, les femtes de 5 van ser examinades per a l'activitat de la toxina i totes van resultar positives. Els 7 pacients restants que no van donar positiu per STEC, però, van donar igualment positiu en la identificació de la toxina en les seves femtes. A més, una part dels pacients presentaven també una forta evidència serològica d'infecció per aquest enterobacteri, ja que hi havia hagut un augment del títol d'anticossos neutralitzadors de Stx en els sèrums sanguinis dels infants que havien estat diagnosticats amb SHU esporàdic associat a diarrea. Amb aquests resultats es va evidenciar clarament l'associació entre E. coli i la síndrome hemoliticourèmica.

## Causes
Aquesta síndrome és causada per una infecció entèrica produïda majoritàriament per E. coli. El serotip més relacionat amb aquesta afecció és el O157:H7, productor de la toxina Shiga o verotoxines, les quals són exotoxines, és a dir, toxines secretades extracel·lularment, que es troben en l'espai periplasmàtic del patogen i interaccionen i s'internalitzen dins de cèl·lules animals inhibint la seva síntesi de proteïnes. Tot i això, també hi ha altres soques d'E. coli productores de la toxina Shiga com O8, O25, O103, O112, O113, O145, O171 i O174 i altres microorganismes que generen toxines similars a la toxina Shiga, anomenades Shiga-like toxin.
Aquests microorganismes es poden transmetre per contacte directe, per l'exposició a animals o per consum d'aliments crus o mal cuinats contaminats, com per exemple la carn d'hamburguesa o per aliments no higienitzats com la llet.

Fotografia d'Escherichia coli O157-H7 feta per microscòpia electrònica (SEM) i colorejada. Imatge a 10961 augments.

S'ha classificat aquesta síndrome de diverses formes, per exemple a través de la classificació de Kaplan. Aquesta classificació té dues grans categories, la primera comprèn els casos en què la malaltia és d'origen desconegut; i la segona es basa en quina associació té aquesta síndrome amb infeccions o afectacions diverses, com ara:
- Infeccions de microorganismes que estan relacionades amb la síndrome com, per exemple: E.coli, Shigella dysenteriae tipus I,Citrobacter freundii (productors de toxina Shiga i Shiga-like toxin), Streptococus pneumoniae, Campylobacter fetus jejuni, Salmonella tiphy, Yersinia pseudotuberculosa i entre d'altres virus com Cocksackie virus, ECHO virus, influenza, Epstein Barr, rotavirus i VIH.
- Herència genètica, es generen alteracions en la regulació del sistema de complement degut a mutacions en diversos gens com el factor I, factor B, factor H i proteïna cofactor de membrana.[24]
- Per subministrament de drogues, com pastilles anticonceptives i ciclosporina A.
- Durant l'embaràs, després d'un trasplantament de ronyons o de medul·la, o en pacients que han patit tumors malignes i han rebut quimioteràpia i/o radiacions ionitzants.

Hi ha altres afectacions que s'ha vist que estan relacionades amb la síndrome, encara que l'origen de la síndrome en alguns d'aquests casos és desconegut:
- Factor adquirit que també genera alteracions en la regulació del complement: anticòs antifactor-H.
- Lupus eritematós sistèmic i síndrome antifosfolipídica.
- Alteracions immunològiques, per deficiència del sistema de complement i prostaciclina.
- Glomerulopaties.

Una altra forma de classificació de la SHU és segons la presència o absència de diarrea: SHU D+ o SHU típic, les quals són amb diarrea; i SHU D- o SHU atípic, sense diarrea. Encara que aquesta classificació ja no és tan emprada i actualment predomina la que divideix la síndrome en SHU primària (SHU atípica, sense diarrea) i SHU secundària (SHU típica, amb diarrea). La primària és deguda a una mala regulació del complement, i la secundària es divideix en causada i no causada per infeccions. No obstant això, hi ha certa controvèrsia, ja que molts científics divideixen la SHU en SHU causada per E. coli productora de toxina Shiga (STEC-HUS, de l'anglés Shiga Toxin E. coli -Hemolytic Uremic Sindrome), que es correspondria amb la SHU típica, i tota la resta de variants de la SHU estarien recollides com a SHU atípica.

## Toxina Shiga
Les toxines Shiga, també conegudes com verotoxines o toxina Shiga-like són unes substàncies produïdes per nombrosos patògens, sent components clau en el desenvolupament de malalties com la colitis hemorràgica i la SHU.
La toxina Shiga (Stx) és un dels principals factors de virulència d'Escherichia coli. Aquestes exotoxines presenten diverses variants que s'associen a diferències en toxicitat i capacitat d'infecció. Les Stx es classifiquen en tres subtipus de Stx1 (Stx1a, Stx1c i Stx1d) i en set subtipus de Stx2 (Stx2a, Stx2b, Stx2c, Stx2d, Stx2e, Stx2f i Stx2g). La distinció entre aquestes variants és important per identificar les seves capacitats patogèniques, ja que algunes com Stx1c i Stx1d es troben rarament en malalties humanes i s'associen a infeccions lleus. Per altra banda, altres subtiupus, con Stx2d, són els més virulents i sovint estan relacionats amb el desenvolupament de la síndrome hemolíticourèmica.

### Variants i diversitat genètica
Un aspecte important en la diversitat de les toxines Shiga és la seva estructura genètica. Els gens stx es poden localitzar en una regió del genoma bacterià coneguda com a pròfag Shiga. Aquest pròfag és un element genètic que pot ser adquirit pels bacteris per mitjà d'una infecció vírica mitjançant bacteriòfags. Això permet que els bacteris adquireixin la capacitat de produir toxines Shiga després de la infecció per aquests virus. La viabilitat genètica en els gens stx pot influir l'expressió de la toxina i, per tant, en la seva capacitat infectiva i en la seva capacitat d'evitar el sistema immunitari de l'hoste.
A més, els bacteris productors de toxina Shiga poden adquirir diferents variants genètiques de la toxina a través de la transferència horitzontal de gens. D'aquesta manera, les toxines Stx1 i Stx2 poden aparèixer en una mateixa soca bacteriana en determinades circumstàncies, contribuint a la seva virulència.

### Estructura molecular
L'estructura de les toxines Shiga és important per comprendre la seva funció patògena. Les Stx són holotoxines compostes per dues subunitats: la subunitat A i un pentàmer de subunitat B.
La subunitat A és la responsable de l'activitat enzimàtica. Aquesta es divideix en dues parts, A1, que és la responsable de l'activitat tòxica, i A2, la qual manté a A1 en contacte amb la regió de fixació formada pel pentàmer de subunitats B. L'A2 conté dos aminoàcids a la part final que es tallen amb una elastasa i augmenten la toxicitat. Aquesta part de la subunitat A és crucial en les toxines Shiga de tipus Stx2d. La subunitat B és la que facilita la unió de la toxina als receptors de les cèl·lules diana. El receptor Gb3 és un receptor de caràcter glicolipídic que es considera essencial per a la unió de les toxines Shiga a les cèl·lules hoste i la seva presència o absència afecta la sensibilitat d'infecció. Les Stx presenten una estructura molecular complexa que inclou llocs d'unió addicionals al pentàmer de subunitats B, permetent una interacció multivalent amb el glicolípid Gb3. La capacitat d'interacció de la toxina amb el receptor Gb3 i la seva internalització depenen tant del tipus cel·lular com de la disponibilitat de Gb3. No obstant això, algunes cèl·lules que no tenen Gb3 poden capturar les Stx mitjançant altres mecanismes com l'endocitosi o la macropinocitosi.

### Mecanismes d'acció i efectes cel·lulars
Les toxines Shiga tenen un mecanisme efectiu en la seva capacitat per danyar les cèl·lules hoste. La subunitat A d'aquesta toxina és la responsable de la depurinació de l'ARN ribosòmic 28S de la subunitat 60S del ribosoma, un procés que bloqueja la síntesi de proteïnes a la cèl·lula i provoca la seva mort.
A més de la depurinació del ribosoma, les toxines Shiga poden activar les vies de senyalització intracel·lulars que poden contribuir a la lesió cel·lular. Hi ha Stx que poden induir l'activació de proteïnes quinases com p38 i JNK (de l'anglés c-Jun N-terminal kinase), que juguen un paper clau en la resposta cel·lular a l'estrès. Aquestes vies de senyalització poden afegir-se a la toxicitat directa de la toxina, augmentant la seva capacitat de causar dany a les cèl·lules epitelials i endotelials.

## Símptomes
La SHU desencadena una microangiopatia trombòtica sistèmica (MAT), iniciada per la producció d'exotoxines i la unió d'aquestes als receptors de les cèl·lules de l'endoteli, cèl·lules renals o neuronals i la posterior internalització. La SHU és la principal causa de la MAT en pacients amb Lupus Eritematós Sistèmic (LES).

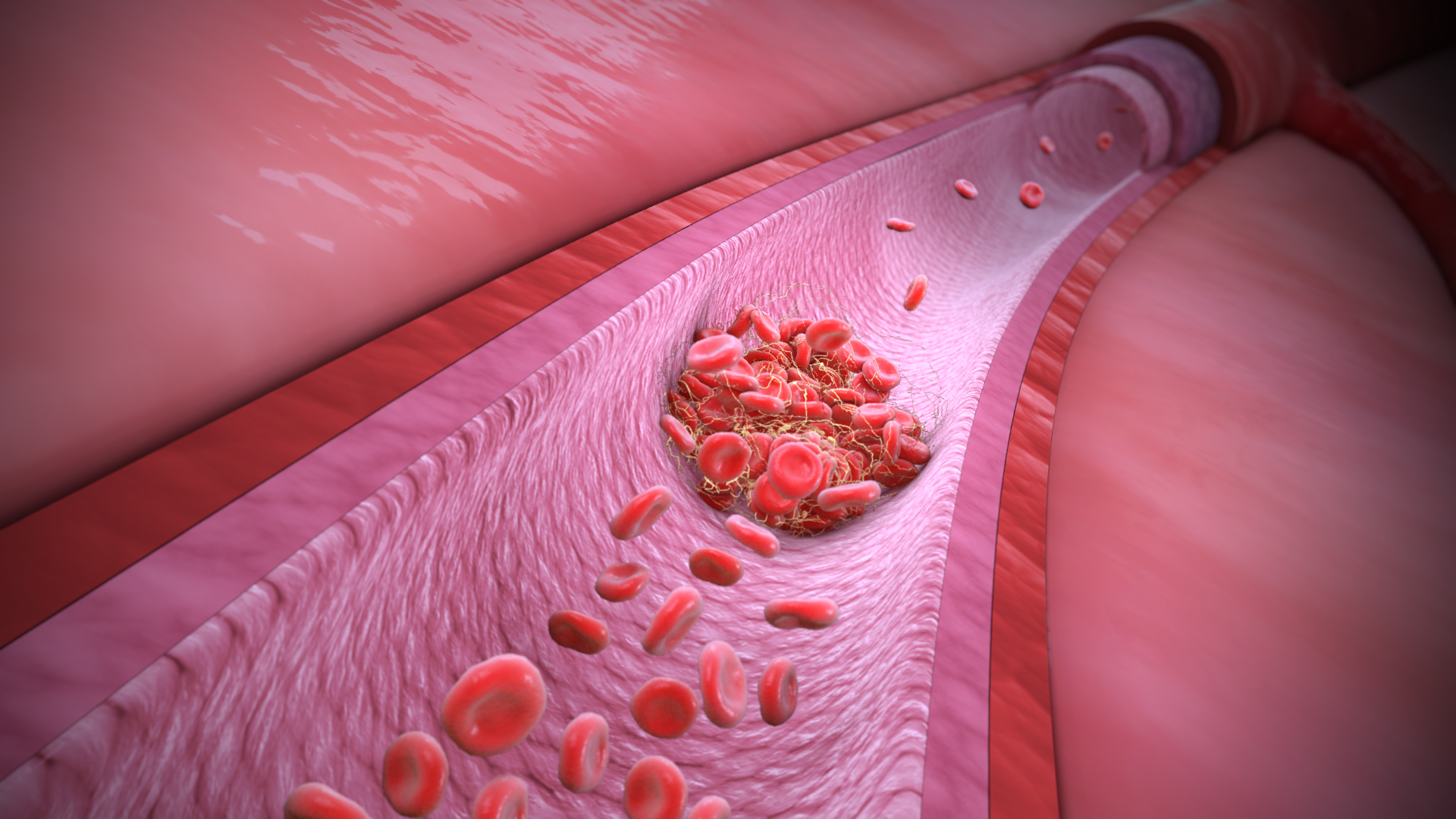
Representació d'una trombosi.

En els vasos sanguinis es produeixen úlceres on es dipositarà i s'acumularà fibrina, fent que les plaquetes s'hi uneixin generant d'aquesta forma una trombosi, cosa que dificulta la filtració glomerular, és a dir, els ronyons disminueixen el volum de fluid filtrat. Aquesta disminució en l'eficàcia de filtració renal produeix una acumulació de substàncies de desfeta com urea, creatinina, àcid úric i fosfats que serien filtrades i excretades del cos en condicions normals.
A més a més, l'acumulació de plaquetes fa que es generi una trombocitopènia, és a dir, una disminució de plaquetes circulants en sang i, en conseqüència, es generin hemorràgies espontànies.
Aquests danys produits a l'endoteli provoquen que els glòbuls vermells que circulen per la sang es danyin i destrueixin i, per tant, es generi una anèmia hemolítica, una disminució de glòbuls vermells.
Els diferents símptomes d'aquesta síndrome inclouen vòmits, diarrea amb possible presència de sang, febre, fatiga, debilitat i irritabilitat. Més endavant apareixen altres afectacions com hematomes, pal·lidesa, erupció cutània, convulsions i disminució o absència en la producció d'orina.

## Patogènesi
La patogènesi de les infeccions causades per STEC (Shiga Toxing-Producing Escherichia coli) es basa en la capacitat d'aquests bacteris de produir aquestes toxines que afecten principalment les cèl·lules de l'epiteli intestinal i l'endoteli vascular. Aquest procés implica vàries etapes que permeten la colonització, el dany cel·lular i la propagació de les toxines a través del torrent sanguini.

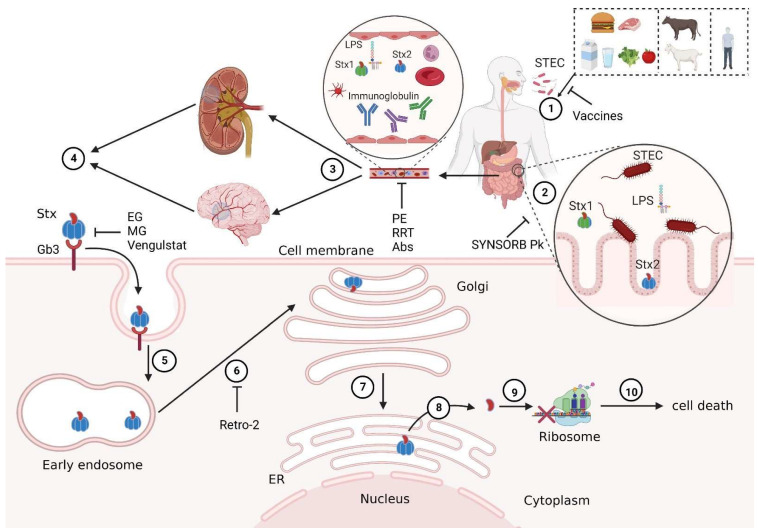
Esquema del mecanisme de la patogènesi dE.coli productor de Stx.

Quan els STEC són ingerits i arriben a l'intestí prim, aquests comencen a multiplicar-se i entren en un estat de competència amb els microorganismes que componen la microbiota intestinal humana. Gràcies a estructures com les fímbries i els pili, els STEC són capaços d'adherir-se a les cèl·lules de l'epiteli intestinal, facilitant la interacció de les toxines Shiga amb la membrana plasmàtica dels enteròcits.
La subunitat B de l'exotoxina s'uneix al receptor Gb3 situat a la membrana de les cèl·lues, i aquesta unió causa que la subunitat A de la toxina accedeixi a l'interior de l'enteròcit per endocitosi. Un cop dins, es transforma i allibera glicosidasa, la qual escindeix un enllaç específic de l'ARN ribosòmic i provoca el bloqueig de la síntesi de proteïnes, fent que la cèl·lula acabi morint.
Un cop les toxines Shiga ja han danyat l'epiteli intestinal i són capaces de travessar-lo, comencen a afectar les cèl·lules endotelials dels capil·lars. El mecansime d'afectació a aquestes cèl·lules és el mateix que amb els enteròcits, però en aquest cas s'inicia un procés inflamatori amb activació plaquetària, secreció de citocines i formació de coàguls. Tota aquesta resposta condueix a la microangiopatia trobòtica provocant dany glomerular, hematúria i, en casos greus, insuficiència renal.

## Transmissió
Les investigacions de les infeccions per STEC que provoquen SHU semblen arribar a la conclusió comuna que hi ha 3 vies principals de transmissió del patogen: les infeccions per transmissió a través d'aliments i de l'aigua, la propagació de persona a persona i el contacte directe i indirecte amb animals.

#### Alimentària
Diversos aliments han estat detectats com a fonts de transmissió d'infeccions per STEC, destacant-ne els següents:
- Productes derivats del bestiar com la carn crua o poc cuita (com pot ser el salami) i la llet no pasteuritzada. També s'han informat casos de brots a partir de iogurts.[16] Aquest tipus de productes són els responsables de la gran majoria de casos, raó per la qual a la Síndrome hemoliticourèmica també se la coneix com la malaltia de l'hamburguesa.[1]
- Productes vegetals com meló, enciam, brots d'alfals i diverses fruites i verdures. Els brots de raves han estat implicats en diversos brots d'E. coli O157:H7 al Japó, mentre que a Amèrica del Nord els espinacs han estat responsables de brots generalitzats virulents.[11][41] De fet, el consum de brots germinats suposa un risc d'infecció especial i creixent, ja que els bacteris s'hi poden multiplicar fàcilment durant el període de germinació.
- Begudes com la sidra i el suc de poma no pasteuritzats i l'aigua no tractada amb clor.[16]

A partir de l'estudi de diversos brots, s'ha estimat que la dosi infecciosa d'una infecció per aquestes soques enterohemorràgiques és molt baixa, de l'ordre de 100-200 cèl·lules. Aquest valor és coherent amb la transmissió de la infecció a través de l'aigua, documentada múltiples vegades.
Contacte entre persones
La transmissió de persona a persona és especialment important en entorns institucionals com ara les guarderies, les residències d'avis i els hospitals, és a dir, en ambients on es combina un alt potencial de transmissió amb les poblacions de risc més susceptibles a patir resultats més greus de les infeccions.
Contacte amb animals
Les poblacions que tenen un major contacte amb bestiar i animals salvatges tenen més risc d’infectar-se per STEC, ja que el patogen es troba en la femta de molts d’aquests animals, de forma que per contaminació directa poden desenvolupar la malaltia.

## Diagnòstic

#### SHU típica
El diagnòstic de la SHU típica relacionat amb infeccions per STEC requereix l'ús de mètodes microbiològics, moleculars i serològics. La combinació d'aquests mètodes és la millor estratègia per poder confirmar la presència de STEC com a agent causal de SHU.
Per aquells pacient amb antecedents de diarrea prèvia o amb sospita de microangiopatia trombòtica (TMA), es realitza un cultiu de femtes per la detecció de STEC. Encara que en el moment de l'avaluació el pacient no presenti diarrea, el patogen pot ser aïllat de les femtes. Aquests cultius no només permeten identificar soques d'E.coli, sinó que també caracteritzen serotips específics que es relacionen amb brots epidèmics com O157. El assaigs moleculars, com la PCR, representen una eina complementària en la detecció de gens que codifiquen la toxina Shiga. Aquesta tècnica suposa un avantatge ja que accelera el diagnòstic i ofereix un alt nivell de sensibilitat i especificitat.
Un altre mètode de diagnòstic és mitjançant l'ús de tècniques serològiques. La serologia aporta informació en pacients on l'aïllament microbiològic és limitat o infructuós. La detecció d'anticossos específics contra serotips de STEC és útil en fases posteriors de la malaltia quan la resposta immunològica del pacient ja està més desenvolupada. Les tènciques d'immunoassaig, com l'ELISA (detecció d'un antigen a partir d'anticossos) permeten identificar anticossos dirigits contra lipopolisacàrids (LPS) específics de serotips com, per exemple, O157. Aquests mètodes no només permeten la detecció de STEC, sinó que també contribueixen a diferenciar la SHU típica d'altres com la SHU atípica (SHUa), la púrpura trombocitopènica trombòtica (PTT) o altres formes de microangiopatia trombòtica. Per optimitzar la detecció de SHU típica es pot combinar el diagnòstic fecal i serològic.

#### SHU atípica
Per al diagnòstic de la síndrome hemoliricourèmica atípica es realitza una analítica on es mira la presència de trombocitopènia (valors de plaquetes per sota de 150.000/mm3), l'anèmia hemolítica microangiopàtica (hemoglobina per sota de 10 mg/dl), reducció d'haptoglobina (la qual s'utilitza per diagnosticar l'anèmia hemolítica ja que és una proteïna que serveix per eliminar l'hemoglobina del torrent sanguini), reticulocitosi (reducció del nombre de glòbuls vermells immadurs) i la presència d'esquistòcits, que són fragments de glòbuls vermells generats pel trencament d'aquests.
Molecularment, als pacients amb sospita de SHU atípica se'ls ha d'avaluar la via del complement. S'estimen els nivells en sang de molècules com C3, factor H, factor I i factor B, i anticossos anti-factor H. S'efectua una citometria de flux per comprovar els nivell de Proteïna Cofactor de Membrana (CD46) i també es pot emprar seqüenciació de nova generació (NGS, de l'anglés next-generation sequencing) per gens relacionats amb el complement com gens dels factors H, I i B; del cofactor de membrana o de la trombomodulina, entre d'altres. Aproximadament el 85-90% dels pacients amb anticossos anti-factor H presenten una deleció a dues regions del gen del factor H.

## Detecció
Es pot fer una detecció d'E. coli O157:H7 per immunoanàlisi com, per exemple, immunofluorescència, usant partícules fluorescents unides a anticossos específics contra aquest E.coli. S'ha de fer un previ enriquiment de la mostra problema on podria haver aquest microorganisme patogen per poder detectar-lo amb aquest sistema. Quan aquest serotip està present en la mostra obtinguda del pacient, es pot detectar la fluorescència deguda a la unió d'E.coli a l'anticòs específic unit al fluoròfor.

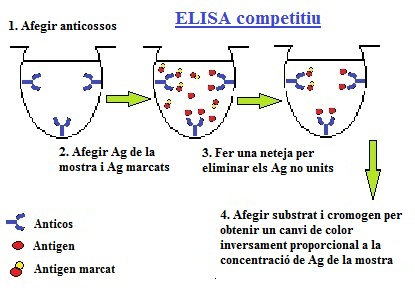
Mecanisme d'actuació de l'ELISA competitiu.

Si es vol detectar aquest patogen d'un aliment es poden fer altres proves de detecció i quantificació, com un ELISA competitu per detectar la soca d'E. coli O157:H7 present en la llet. Es basa en un anticòs unit a un pouet que és específic contra aquest patogen i afegir la mostra: si hi ha presència d'E.coli, aquest s'unirà a l'anticòs, i quan s'afegeixi un segon anticòs unit a un enzim que donarà coloració (aquest anticòs té capacitat d'unir-se amb l'anticòs del pouet), aquest no s'hi podrà unir al primer anticòs, ja que estarà unit el patogen i, per tant, en el pouet no hi haurà coloració. Si hi hagués coloració voldria dir que E.coli no està present en la mostra perquè el segon anticòs unit a l'enzim s'hauria unit al primer anticòs, i a l'afegir el substrat l'enzim conjugat hauria fet la reacció generant color.
També podria emprar-se citometria de flux per detectar Stx present en cèl·lules polimorfonuclears (PMN) a partir d'una mostra directa de sang. Per fer la detecció s'emprarien leucòcits prèviament tractats amb toxina i leucòcits de la mostra de sang del pacient. Aquest mètode és més ràpid que els que s'empren habitualment, ja que permet obtindre resultats en unes 3 hores aproximadament. Tot i així, els anticossos monoclonals que s'empren per a aquest estudi poden reconèixer Stx1 i Stx2 unides a cèl·lules PMN; per tant no permeten la distinció entre aquests dos tipus de toxines, però aquest fet no és rellevant per una detecció ràpida d'una infecció per STEC.

## Tractament
El tractament per la síndrome és principalment de suport. La pauta de tractament dependrà de quines manifestacions clíniques presenti el pacient i la causa o possible causa de la síndrome.
En general, els infants amb SHU desenvolupen un cert grau d'insuficiència renal, és per això que la diàlisi és el tractament més freqüent (es basa en l'ús d'aparells que fan la funció dels ronyons, depurar la sang eliminant l'excés d'aigua i substàncies de desfeta). Per a la SHU atípica es recomana, preferentment, fer una hemodiàlisi.
Per evitar una falla renal aguda, es controla l'aportació d'aigua i sals minerals (electròlits). Sobretot en el cas de ser SHU D+, amb diarrea. I en el cas d'observar-se hipertensió en l'infant, caldria tractar-la amb fàrmacs antihipertensius, generalment antagonistes del calci, per exemple. A més, caldria controlar i restringir el contingut hídric en cas que el pacient presenti hipertensió i edema alhora.
Molts pacients poden patir anèmia. Per evitar-la, es recomana la transfusió de concentrat d'eritròcits i, en cas d'anèmia greu, aquesta transfusió és necessària.
Es realitza una transfusió de plaquetes en casos on les hemorràgies siguin molt importants o sigui necessari practicar procediments invasius al pacient, per evitar l'agreujament de la microangiopatia trombòtica. Però, aquestes transfusions han de ser molt controlades, ja que poden accelerar la formació de trombes, promovent el dany tissular causat pels trombes ja formats com a conseqüència de la SHU.

### SHU associada a la toxina Shiga (Stx-SHU o STEC-HUS)
Per a aquesta categoria de la síndrome no s'han trobat tractaments que siguin realment efectius. Els investigadors no arriben a un consens sobre si l'administració d'antibiòtics suposa un benefici pels pacients. Tot i no arribar a un acord, l'ús d'antibiòtics no és un tractament recomanat per a pacients amb infecció gatrointestinal causada per E. coli productora de toxina Shiga (Stx-E. coli), ja que l'acció d'aquests antimicrobians podria lisar la paret cel·lular d'E. coli O157:H7 fent que s'alliberi tot el seu interior, juntament amb les toxines, i empitjorar d'aquesta manera la SHU.
La majoria de tractaments, com ara la teràpia plasmàtica, injecció intravenosa d'IgG o d'agents fibrinolítcs (trenquen la fibrina), subministrament de drogues anti-plaquetes, corticoesteroides i/o antioxidants, no han demostrat ser beneficiosos (tampoc perjudicials) en les diferents proves clíniques en la fase aguda de la síndrome.
En estudis recents s'ha vist que el subministrament d'inhibidors de l'enzim conversiu de l'angiotensina aporta beneficis als pacients. Per exemple, s'ha vist la normalització de la pressió sanguínia, una reducció de proteïnúria i una millora de la taxa de filtració glomerular.
Per a infants que desenvolupen malaltia renal en etapa final, es recomana el trasplantament de ronyons, que ha demostrat ser un tractament efectiu en infants amb SHU associada a la toxina Shiga. La supervivència de l'òrgan transplantat és bona fins i tot 10 anys després de l'operació; s'ha observat que la recuperació en infants amb altres malalties a més de la SHU és millor que al control. Tot i així, hi ha casos de recaigudes després del trasplantament, sobretot en casos de SHU atípica.
Des de fa relativament poc temps, s'està tractant de desenvolupar un compost que s'uneixi a la toxina Shiga, neutralitzant-la, el Synsorb®Pk. Llastimosament, els assajos clínics no demostraren una eficiència significativa com a tractament per la SHU. No obstant, l'Starfish (estrella de mar en català) és un altre compost pentamèric que pot unir-se a la toxina Shiga i pot ser subministrat via intravenosa. L'Starfish ha demostrat ser efectiu per tractar dosis letals de Stx1 en ratolins, però no de Stx2. No obstant això, Daisy (margarida en català), una altra versió del mateix compost, s'ha vist que sí protegeix els ratolins front a dosis letals tant de Stx1 com de Stx2.

### SHU no associada a toxina Shiga (Non-Stx-SHU)
El pronòstic d'aquesta categoria de la síndrome no era gaire bo fins a la introducció de la teràpia plasmàtica, que va permetre un descens de la mortalitat per SHU no associada a la toxina Shiga. Aquest tractament no és efectiu en tots els pacients, però és la primera teràpia recomanada en pacients que presenten insuficiència renal o insuficiència cardíaca. En el cas de pacients amb SHU induÏda per Streptococcus pneumoniae, la teràpia plasmàtica està contraindicada, donat que el plasma d'adults conté anticossos contra l'antigen de Thomsen-Friedenreich (una molècula que s'expressa en proteïnes de transport de membrana i que està relacionada amb tumors cancerosos) que pot potenciar la malaltia.

Per a la SHU no associada a toxina Shiga el trasplantament renal no és una de les opcions preferents, ja que aproximadament el 50% dels pacients transplantats poden patir de nou la malaltia; i per la SHU recurrent no s'ha trobat tampoc cap tractament efectiu.

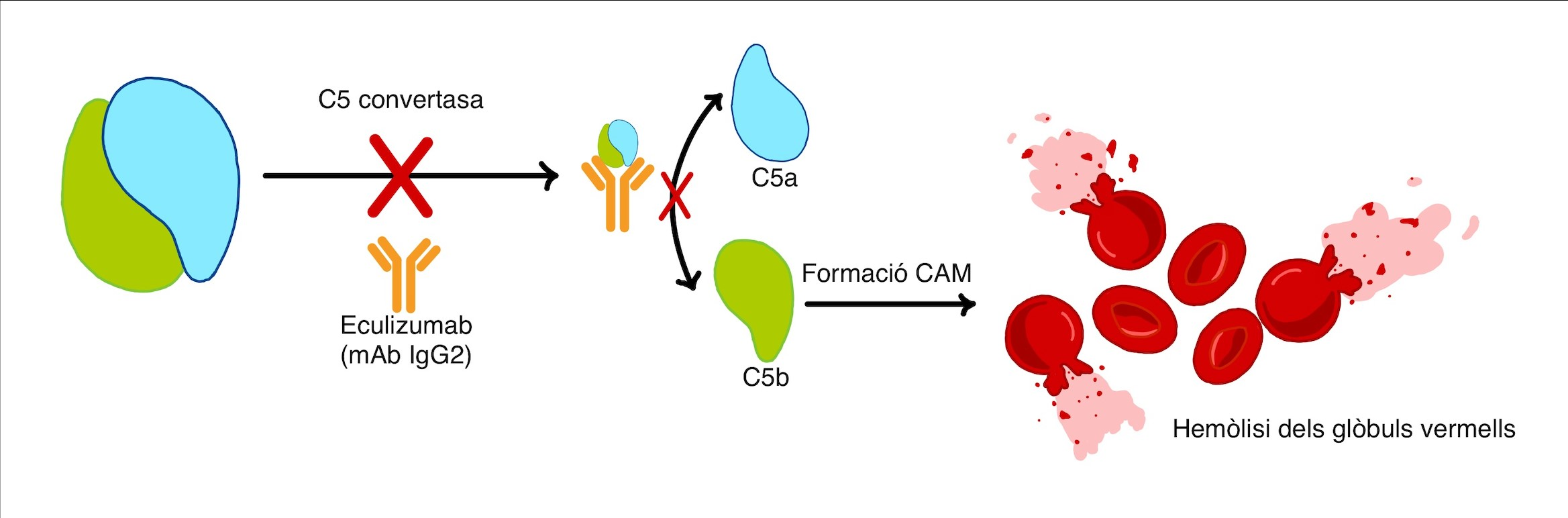
Mecanisme d'acció de l'Eculizumab sobre el complex C5 del complement. L'anticòs monoclonal s'uneix al complex C5a5b evitant la seva escissió i, conseqüentment, la lisi dels glòbuls vermells.

### SHU atípica relacionada amb el complement
En el cas concret de SHU atípica (SHUa) relacionada amb el complement, actualment s'empra eculizumab en la majoria de casos. Aquest és un anticòs monoclonal humanitzat IgG2 que bloqueja el sistema de complement, actuant sobre C5. Evita la lisi de la cèl·lula endotelial a l'impedir la formació del complex d'atac de membrana (C5b-9), ja que actua sobre la C5 convertasa evitant que s'uneixi al complexe proteic anterior durant l'activació del complement.
Previ al tractament amb eculizumab, és necessària la vacunació front a Neisseria meningitidis, ja que pel seu mecanisme d'acció augmenta el risc d'infecció per aquest patogen. A més, en el cas dels infants, és necessària també la vacunació front a Haemophilus influenzae i el pneumococ, a banda de les vacunacions que pertocarien pel grup d'edat en què es trobi l'infant.
Abans de l'eculizumab, la SHUa es tractava mitjançant plasmafèresi; però açò només permet mantindre controlats els paràmetres hematològics durant els brots de la malaltia. Aquest tractament no inhibeix el problema fisiopatogènic de la síndrome, és a dir, la regulació de la via alternativa del complement, però encara s'utilitza en molts casos com a teràpia complementària o prèvia al tractament amb eculizumab. Hi ha dues modalitats de teràpia plasmàtica, la infusió de plasma (IP) i el recanvi plasmàtic (RP). En la primera modalitat el pacient rep plasma fresc congelat, mentre que en la segona es reemplaça el plasma del pacient per plasma fresc congelat. Aquesta segona modalitat permet l'aport de noves proteïnes reguladores del complement funcionals i l'eliminació d'inhibidors disfuncionals endògens. Així mateix, permet la depuració d'anticossos anti-FH i de possibles factors inflamatoris/trombogènics que partipen en el dany endotelial i la hiperagregació plaquetària.
Clàssicament, el tractament més recomanat per a episodis de SHUa és un recanvi plasmàtic, ja que les infusions de plasma solen ser ineficaces en la majoria de casos. Tot i així, s'ha vist que per a pacients amb mutacions en MCP (proteïnes cofactor de la membrana), unes proteïnes ancorades a la membrana, la teràpia plasmàtica no és efectiva.
Malgrat els beneficis que aporta en molts casos, ambdues modalitats de teràpia plasmàtica presenten complicacions com ara: reaccions anafilàctiques, hipertensió, hipotensió, obstrucció de la via venosa, hipervolèmia... entre d'altres complicacions. Tot i no ser habituals, es poden donar i, a més, s'ha vist que el risc de patir-les s'incrementa en els infants.

## Complicacions
Si la infecció perdura pot provocar diverses complicacions al malalt com, per exemple, problemes amb la coagulació de la sang, anèmia hemolítica, insuficiència renal, pressió arterial alta, poques plaquetes en sang (trombocitopènia) i la presència elevada de productes de desfeta nitrogenats (urèmia).
A més de totes les alteracions renals que genera aquesta malaltia, alguns pacients poden arribar a manifestar problemes extrarrenals com afectacions neurològiques, cardiovasculars o gastrointestinals.
A la taula següent es resumeixen les diferents complicacions extrarenals que pot provocar la malaltia.
|                                  | Manifestació | Patologia | Tractament |
| -------------------------------- | --- | --- | --- |
| Afectacions neurològiques        | - Irritabilitat. - Letargia. - Confusió. - Estat mental alterat. - Convulsions. - Ictus. - Coma. - Altres: hemiplegia, ceguesa cortical, disfàgia, diplopia, paràlisi del nervi facial.            | - Trombosi microvascular que produeix zones focals d'infart i necrosi. - Hemorràgia parenquimàtica. - Edema cerebral.                                   | De suport: - Medicaments anticonvulsius. - No hi ha dades clares que recolzin l'ús d'intercanvi de plasma o eculizumab. |
| Complicacions gastrointestinals: | | | |
| 1. Intestinals                   | - Isquèmia intestinal. - Necrosi intestinal. - Trombosi de la paret intestinal. - Perforació. - Colitis pseudomembranosa. - Prolapse rectal. - A llarg termini: estenosi/ adherències intestinals. | - Edema de la paret intestinal. | - Necessària intervenció quirúrgica com ara repòs intestinal o resecció intestinal.                                     |
| 2. Hepàtiques                    | - Transaminases elevades. - Bilirubina elevada en part per hemòlisi. | - Microangiopatia trombòtica. | Només observació. |
| 3. Pancreàtiques                 | - IDDM en el context agut i a llarg termini. - Elevació de l'enzim pancreàtic. - Pancreatitis. - Necrosi panreàtica.                                                                               | - Microangiopatia trombòtica que produeix necrosi tissular.                                                                                             | - IDDM: tractar els sucres en sang elevats. - Pancreatitis: repòs intestinal.                                           |
| Complicacions cardiovasculars    | - Hipertensió. - Efusió i tamponament pericàrdic. - Funció miocàrdia deprimida. | - Hipertensió: sobrecàrrega de volum, desequilibri d'electròlits. - TMA resultant en isquèmia i necrosi tissular. - Miocarditis i vessament pericàrdic. | - Hipertensió: agents antihipertensius. - Funció miocàrdica deprimida: suport circulatori.                              |
| Complicacions poc freqüents:     | | | |
| Danys oculars                    | - Hemorràgies de la retina i lesions isquèmiques. | - | - |
| Rabdomiòlisi                     | - Sensibilitat i debilitat muscular progressiva en el context de SHU. | - La biòpsia muscular va mostrar una rabdomiòlisi segmentària amb trombes de fibrina.                                                                   | - |

## Epidemiologia
La incidència mundial anual de la Síndrome hemoliticourèmica provocada per STEC és aproximadament de 2 casos per cada 100.000 persones en adults i més alta en infants menors de 5 anys, d'uns 6,1 casos per 100.000. La taxa d'incidència més baixa es dona en els adults de la franja d'edat dels 50 als 59 anys (0,5 casos per cada 100.000 a l'any). Aquesta manifestació clínica es pot presentar o bé endèmicament o bé com un brot i, tot i que es produeix arreu del món, on es notifiquen més casos clínics d'aquesta síndrome és en països que disposen d'escassos recursos mèdics. Amb el pas del temps i les dades acumulades s'ha demostrat que la seva incidència és més alta en els mesos més càlids, assolint el seu pic entre juny i setembre.
Hi ha estudis que confirmen que les poblacions rurals tenen una major probabilitat d'infectar-se i de desenvolupar la malaltia que no pas les urbanes. Per exemple, John A. Cramp i companyia van realitzar el 2002 un estudi sobre un brot de SHU entre els visitants d'una granja lletera i d'animals a l'estat de Pennsilvània, als EEUU, en la qual s'oferia al públic (majoritàriament infants) accés lliure als animals. La conclusió a la que es va arribar va ser que, arrel del contacte dels visitants amb la pell dels animals i l'ambient, alguns van acabar infectant-se d'E. coli O157:H7 i 8 d'ells van desenvolupar SHU. De fet, els estudis de la microbiota ambiental van mostrar com un 13% del bestiar i algunes superfícies accessibles al públic estaven colonitzades per la soca responsable de la malaltia. En la mateixa línia, un altre estudi va mesurar mitjançant un immunoassaig enzimàtic (EIA) la quantitat d'anticossos circulants en sang contra el lipopolisacàrid O157 en residents d'ambients rurals de l'estat de Wyoming i en donants de sang de les ciutats de Casper, Seattle, Washington DC i Wyoming. Els resultats serològics confirmaven com els habitants més rústics presentaven nivells d'aquests anticossos més alts que no pas la població urbana, inferint-se doncs que els primers estaven més en contacte amb el bacteri responsable de la malaltia.

#### Argentina

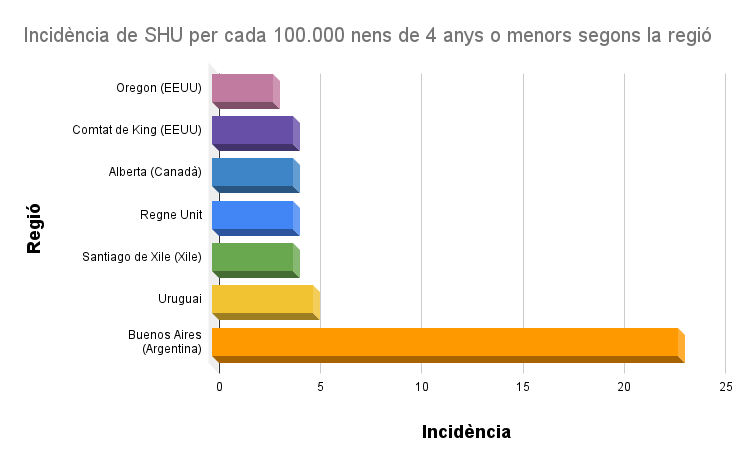
Valors d’incidència de SHU per 100.000 nens de 4 anys o menors en diferents regions del món. Creació pròpia adaptada de la Figura 1 de l'article SHIGELLA AND SHIGA TOXIN-PRODUCING ESCHERICHIA COLI CAUSING BLOODY DIARRHEA IN LATIN AMERICA

On més s'han notificat taxes elevades d'incidència de STEC-SHU és a Sud-amèrica, remarcant principalment l'Argentina, el país amb la freqüència de SHU més alta del món. En aquest país la SHU és endèmica, amb una incidència que supera de cinc a deu vegades la d'Amèrica del Nord: va ser de 12,2 casos per cada 100.000 nens menors de 5 anys (la població de risc més susceptible) l'any 2002. En el 90,3% i 9,7% dels casos de SHU es va detectar Stx2 i Stx1, respectivament. Es calcula que un 32% de les diarrees manifestades en l'època primavera-estiu que pateixen els infants són degudes a aquesta infecció per E. coli.
De fet, la síndrome hemoliticourèmica és la principal causa d'insuficiència renal aguda (IRA) en infants i la segona causa més freqüent d'insuficiència renal crònica, provocant aproximadament el 20% dels trasplantaments renals que es donen en nens i adolescents argentins. Aproximadament 500 infants desenvolupen la malaltia cada any. Aquesta extraordinària incidència s'ha associat amb la ramaderia extensiva tradicional de bestiar boví i l'elevat consum de carn, ja que s'han detectat soques d'E. coli productores de toxines Shiga (majoritàriament dels serotips O8, O25, O103, O112, O113, O145, O171 i O174 ) en un total del 39% de mostres de femta d'arment joves sans del país. El consum de carn crua o poc feta és un dels principals riscos per la infecció per STEC. A l'Argentina, el consum de carn és de 60 kg anuals per habitant i aproximadament el 20% dels infants argentins comencen a menjar carn cap els 5 mesos d'edat. En un 80% dels casos, els infants de 8 mesos mengen carn tres cops a la setmana. Tenint en compte aquestes dades, i que es considera que un 80% de la carn total consumida està poc cuita, es donen les condicions per a una alta incidència d'aquesta infecció.

#### Xile i l'Uruguai
Després de l'Argentina, Xile i l'Uruguai són els països amb més incidència de SHU. Xile té una incidència total que representa el 3,26% dels casos mundials de SHU en nens menors de 4 anys, mentre que a l'Uruguai és de 5 casos per cada 100.000 habitants. Un estudi realitzat va identificar E.coli enterohemorràgic (EHEC, de l'anglès enterohemorrhagic Escherichia coli) en un 35% de les vaques i un 69% dels porcs sacrificats a Xile, sobretot pels serotips O157, O128 i O158.

#### Nord-amèrica
A Amèrica del Nord s'han produït diversos brots per la presència d'E.coli O157 en productes frescos. Entre 1982 i 1996, als Estats Units es van notificar un total de 139 brots d' E.coli O157:H7, mentre que al Canadà, en un període semblant (del 1982 al 1995) es van produir aproximadament 316 brots. Al 1998 s'informava de taxes d'incidència anuals de 8 casos d'SHU per 100.000 habitants a regions del Canadà i dels Estats Units.
En un brot generalitzat associat a espinacs al subcontinent Nord-americà, un 52% de les infeccions van implicar una hospitalització i un 16% van resultar en SHU. Aquestes dades eren molt més altes que les típiques relacionades amb aquesta patologia, pel que es va suggerir que s'havia produït un augment de la virulència. Un estudi del 2008 va confirmar mitjançant anàlisis filogenètiques com havia aparegut una nova variant del serotip O157:H7 amb diverses mutacions que li havien conferit capacitat de provocar una malaltia més greu per l'adquisició de factors crítics.

#### Europa
L'any 2011 (entre maig i juliol), diversos països europeus van experimentar un dels brots de més magnitud de STEC-SHU que s'han informat mai. El nord d’Alemanya va ser la principal zona afectada per la infecció de la soca d’E.coli O104:H4, productora de la toxina Shiga: en aquesta regió del país germànic es van notificar un total de 3.816 casos, 845 dels quals (el 22%) van acabar desenvolupant SHU. Es van produir un total de 54 morts. Gairebé un 90% dels pacients afectats en els quals es va desenvolupar la Síndrome hemoliticourèmica eren adults (amb una mitjana de 42 anys) i, contràriament a epidèmies anteriors de STEC, hi va haver una major prevalença de dones joves i de mitjana edat afectades, representant un valor del 68% de casos totals.
El consum de brots germinats es va identificar com el vehicle de transmissió més probable d'infecció. La investigació realitzada a partir del brot va indicar que la cadena de transmissió segurament va iniciar-se amb la contaminació fecal de llavors de fenigrec o alfova per part de bestiar de granja o d’humans a Egipte. En aquestes llavors, a partir de la seva germinació, les cèl·lules d’E.coli O104:H4 es van anar multiplicant i produint toxines que posteriorment es difondrien en el menjar que seria proporcionat als clients de diversos restaurants.
Tot i aquest esdeveniment massiu extraordinari, a l'Europa continental els brots d’aquest tipus són poc típics: se n'han descrit tan sols 17 brots a nou països en total (Finlàndia, Suècia, Països Baixos, França, República Txeca, Alemanya, Hongria, Itàlia i Espanya). A Anglaterra i Gal·les hi va haver informes de STEC en almenys 55 brots entre els anys 1983 i 1996, i a Escòcia se n’han declarat 24 des de 1989.

#### Àfrica
Fins al 1992, STEC-SHU es considerava una malaltia dels blancs. Tanmateix, l'octubre d’aquest mateix any es va produir un brot a Eswatini (en el moment conegut com a Swazilàndia) que va afectar milers de persones amb diarrea sagnant. La majoria de víctimes eren homes que havien begut aigua sense tractar mentre treballaven al camp. Després d’un estudi epidemiològic, es va hipotetitzar que E. coli havia colonitzat les superfícies de bestiar que van morir després d’un període llarg de sequera. Amb el pas del temps, les fortes pluges van arrossegar aquests animals morts als rius i el bacteri va contaminar les aigües superficials, de les quals van beure els treballadors. Es va aconseguir aïllar la soca d’E. coli O157 de les femtes de bestiar, de l’aigua recollida i de les femtes dels pacients malalts.

## Profilaxi
Per minimitzar el risc de desenvolupament de la malaltia és essencial seguir una sèrie de mesures preventives:
- Mantenir una bona higiene de mans, especialment abans de menjar i després de manipular aliments crus; abans i després de tocar animals i d'anar al lavabo.[76]
- S'han de coure bé les carns vermelles. Una cocció insuficient d'aquestes podria permentre la supervivència del bacteri.
- Mantenir correctament la cadena dels aliments.
- S'ha de prestar atenció als aliments no pasteuritzats com alguns formatges fets amb llet crua, els sucs de poma i altres productes que no estiguin esterilitzats. També no s'han d'emmagatzemar verdures crues al costat de la carn, ja estigui crua o cuita. Preferentment consumir aigua potable i aliments pasteuritzats.[76]
- Posar la carn en un bol i, si es guarda a dins la nevera, col·locar-lo al prestatge inferior perquè no hi hagi vessament a les verdures i fruites.[76]
- Rentar bé els aliments que es consumeixen crus i que han pogut estar en contacte amb adobs fets amb femtes provinents de possibles animals contaminats, com per exemple fruites i verdures. Entre aquests aliments podríem trobar l'enciam.[33]
- No usar els mateixos estris ni taules que s'han usat per tallar la carn crua amb verdures que no es cuinaran, per evitar la contaminació creuada.[76]
- Evitar el contacte amb animals de granja infectats.
- Cuinar els aliments a temperatures superiors a 70 °C.[76]